# Список урядів України
Це список всіх складів Кабінету Міністрів України, що діяли в Україні.
| №  | Уряд            | Прем'єр-міністр та виконуючі обов'язки                                        | Дата призначення  | Дата призначення              | Дата відставки уряду | Скликання ВРУ | Президент                  |
| №  | Уряд            | Прем'єр-міністр та виконуючі обов'язки                                        | Прем'єр-міністр   | Персональний склад уряду      | Дата відставки уряду | Скликання ВРУ | Президент                  |
| -- | --------------- | ----------------------------------------------------------------------------- | ----------------- | ----------------------------- | -------------------- | ------------- | -------------------------- |
| 1  | Фокіна°         | Вітольд Фокін Костянтин Масик (в. о.) Валентин Симоненко (в. о. з 02.10)      | 18 квітня 1991    | з 21 травня до 19 червня 1991 | 1 жовтня 1992        | I             | —                          |
| 2  | Кучми¶          | Леонід Кучма Юхим Звягільський (в. о. з 22.09)                                | 13 жовтня 1992    | 27 жовтня 1992                | 21 вересня 1993      | I             | Леонід Кравчук             |
| 3  | Масола¶         | Віталій Масол Євген Марчук (в. о. з 06.03)                                    | 16 червня 1994    | липень — серпень 1994         | 4 квітня 1995        | II            | Леонід Кравчук             |
| 4  | Марчука•        | Євген Марчук                                                                  | 8 червня 1995     | 3 липня 1995                  | 27 травня 1996       | II            | Леонід Кучма               |
| 5  | Лазаренка (I)•  | Павло Лазаренко                                                               | 28 травня 1996    | 18 червня і 1 липня 1996      | 5 липня 1996         | II            | Леонід Кучма               |
| 6  | Лазаренка (II)♦ | Павло Лазаренко Василь Дурдинець (в. о. з 19.06)                              | 11 липня 1996     | липень — серпень 1996         | 2 липня 1997         | II            | Леонід Кучма               |
| 7  | Пустовойтенка♦  | Валерій Пустовойтенко                                                         | 16 липня 1997     | липень — серпень 1997         | 30 листопада 1999    | II            | Леонід Кучма               |
| 8  | Ющенка♦         | Віктор Ющенко                                                                 | 22 грудня 1999    | 30 грудня 1999                | 28 квітня 2001       | III           | Леонід Кучма               |
| 9  | Кінаха♦         | Анатолій Кінах                                                                | 29 травня 2001    | з 29 травня до 9 червня 2001  | 16 листопада 2002    | III           | Леонід Кучма               |
| 10 | Януковича (I)♦  | Віктор Янукович Микола Азаров (в. о. до 24.01) Юлія Тимошенко (в. о. з 24.01) | 21 листопада 2002 | 26 та 30 листопада 2002       | 5 січня 2005         | IV            | Леонід Кучма               |
| 11 | Тимошенко (I)♦  | Юлія Тимошенко Юрій Єхануров (в. о.)                                          | 4 лютого 2005     | 4 лютого 2005                 | 8 вересня 2005       | IV            | Віктор Ющенко              |
| 12 | Єханурова♦      | Юрій Єхануров                                                                 | 22 вересня 2005   | 26 та 27 вересня 2005         | 4 серпня 2006        | IV            | Віктор Ющенко              |
| 13 | Януковича (II)  | Віктор Янукович                                                               | 4 серпня 2006     | 4 серпня 2006                 | 18 грудня 2007       | V             | Віктор Ющенко              |
| 14 | Тимошенко (II)  | Юлія Тимошенко                                                                | 18 грудня 2007    | 18 грудня 2007                | 11 березня 2010      | VI            | Віктор Ющенко              |
| 15 | Азарова (I)     | Микола Азаров                                                                 | 11 березня 2010   | 11 березня 2010               | 3 грудня 2012        | VI            | Віктор Янукович            |
| 16 | Азарова (II)♦   | Микола Азаров Сергій Арбузов (в. о.)                                          | 13 грудня 2012    | 24 грудня 2012                | 28 січня 2014        | VII           | Віктор Янукович            |
| 17 | Яценюка (I)     | Арсеній Яценюк                                                                | 27 лютого 2014    | 27 лютого 2014                | 27 листопада 2014    | VII           | Олександр Турчинов (в. о.) |
| 18 | Яценюка (II)    | Арсеній Яценюк                                                                | 27 листопада 2014 | 2 грудня 2014                 | 14 квітня 2016       | VIII          | Петро Порошенко            |
| 19 | Гройсмана       | Володимир Гройсман                                                            | 14 квітня 2016    | 14 квітня 2016                | 29 серпня 2019       | VIII          | Петро Порошенко            |
| 20 | Гончарука       | Олексій Гончарук                                                              | 29 серпня 2019    | 29 серпня 2019                | 4 березня 2020       | IX            | Володимир Зеленський       |
| 21 | Шмигаля         | Денис Шмигаль                                                                 | 4 березня 2020    | 4 березня 2020                | 16 липня 2025        | IX            | Володимир Зеленський       |
| 22 | Свириденко      | Юлія Свириденко                                                               | 17 липня 2025     | 17 липня 2025                 |                      | IX            | Володимир Зеленський       |

Легенда: